# 락슈미 메논
락슈미 메논(힌디어: लक्ष्मी मेनन, 영어: Lakshmi Menon, 1996년 5월 19일 ~ )은 인도의 배우이다.